# Tapung Jaya
Tapung Jaya is een bestuurslaag in het regentschap Rokan Hulu van de provincie Riau, Indonesië. Tapung Jaya telt 2673 inwoners (volkstelling 2010).